# Municipio de Inman (Minnesota)
El municipio de Inman (en inglés: Inman Township) es un municipio ubicado en el condado de Otter Tail en el estado estadounidense de Minnesota. En el año 2010 tenía una población de 290 habitantes y una densidad poblacional de 3,07 personas por km².

## Geografía
El municipio de Inman se encuentra ubicado en las coordenadas 46°18′30″N 95°20′31″O / 46.30833, -95.34194. Según la Oficina del Censo de los Estados Unidos, el municipio tiene una superficie total de 94.6 km², de la cual 94,34 km² corresponden a tierra firme y (0,27 %) 0,26 km² es agua.

## Demografía
Según el censo de 2010, había 290 personas residiendo en el municipio de Inman. La densidad de población era de 3,07 hab./km². De los 290 habitantes, el municipio de Inman estaba compuesto por el 96,55 % blancos, el 0,34 % eran amerindios, el 0,34 % eran asiáticos, el 1,72 % eran de otras razas y el 1,03 % eran de una mezcla de razas. Del total de la población el 4,14 % eran hispanos o latinos de cualquier raza.